# Mercedes (Buenos Aires)
Mercedes je město v provincii Buenos Aires v Argentině, které se nachází 100 km západně od Buenos Aires a 30 km jihozápadně od Lujánu. V roce 2010 v něm žilo 56 116 obyvatel. Je centrem stejnojmenného partida. Ve městě stojí katedrála Catedral Basílica de Mercedes-Luján, která je sídlem Arcidiecéze mercedesko-lujánská